# هاميش روذرفورد
هاميش روذرفورد (27 أبريل 1989 بدنيدن في نيوزيلندا - ) (بالإنجليزية: Hamish Rutherford)‏ هو لاعب كريكت نيوزلندي. شارك مع منتخب نيوزيلندا الوطني للكريكت. أما مع النوادي، فقد لعب مع نادي مقاطعة ديربيشاير للكريكت ‏ ونادي مقاطعة ساسكس للكريكت ‏ وفريق أوتاغو للكريكت ‏.

## وصلات خارجية
- هاميش روذرفورد على موقع إي آس بي آن كريك إنفو (الإنجليزية)